# Dyskografia Johna Frusciante
Dyskografia Johna Frusciante, który jest znany najlepiej jako gitarzysta zespołu Red Hot Chili Peppers, zawiera dziewięć albumów studyjnych i trzy EP. Muzyk ponadto wydał dwa albumy wraz z Joe Lally i Joshem Klinghofferem w ramach formacji Ataxia. Frusciante nie mógł sobie poradzić z popularnością zespołu po wydaniu albumu Blood Sugar Sex Magik i opuścił Red Hot Chili Peppers w 1992 roku. Muzyk wydał swój pierwszy album solowy, Niandra Lades and Usually Just a T-Shirt, w 1994 roku za pośrednictwem wytwórni American Recordings. Drugi album solowy, Smile from the Streets You Hold, został wydany w 1997 roku w celu zgromadzenia środków pieniężnych na narkotyki; album został wycofany z rynku w 1999 roku. Po powrocie do Red Hot Chili Peppers w 1998, muzyk nagrał z zespołem album Californication. W 2001 roku wydał swój trzeci album solowy, To Record Only Water for Ten Days za pośrednictwem Warner Music Group.
Red Hot Chili Peppers wydał w 2002 album By the Way. W 2004 roku Frusciante wydał kolejny album solowy, Shadows Collide With People. Był to jego pierwszy album, który uplasował się na amerykańskich listach przebojów. W 2004 roku Frusciante wydał serię sześciu nagrań w ciągu sześciu miesięcy(każde z nich powstało przy współpracy z Joshem Klinghofferem). W 2006 roku Red Hot Chili Peppers wydał podwójny album studyjny zatytułowany Stadium Arcadium, zawierający 28 utworów.

## Albumy

### Albumy studyjne

#### Solowe
| Rok  | Tytuł | Uwagi |
| ---- | --- | --- |
| 1994 | Niandra Lades and Usually Just a T-Shirt - Wytwórnia: American Recordings (#68-02) - Data wydania: 8 marca 1994 - Format: CD, kaseta magnetofonowa | - Pierwszy album solowy wydany w kulminacyjnym momencie uzależnienia od narkotyków                                                                 |
| 1997 | Smile from the Streets You Hold - Wytwórnia: Birdman (BMR #016) - Data wydania: 26 sierpnia 1997 - Format: CD                                      | - Wycofany z rynku na prośbę Frusciante - Frusciante planuje ponowne wydanie albumu                                                                |
| 2001 | To Record Only Water for Ten Days - Wytwórnia: Warner Bros. Records (#48045-2) - Data wydania: 13 lutego 2001 - Format: CD, kaseta                 | - Pierwszy album solowy wydany za pośrednictwem Warner Music Group                                                                                 |
| 2001 | | |
| 2004 | Shadows Collide With People - Wytwórnia: Warner Music Group (#2-48660) - Data wydania: 24 lutego 2004 - Format: CD, winyl                          | - Pierwszy album powstały przy współpracy z Klinghofferem - Album uplasował się na 191. miejscu listy Billboard 200 i na 11. listy Top Heatseekers |
| 2004 | The Will to Death - Wytwórnia: Record Collection (#48800-2) - Data wydania: 22 czerwca 2004 - Format: CD, winyl                                    | |
| 2004 | Inside of Emptiness - Wytwórnia: Record Collection (#48907-2) - Data wydania: 26 października 2004 - Format: CD, winyl                             | - Uplasował się na 34. miejscu listy Top Independent Albums                                                                                        |
| 2004 | A Sphere in the Heart of Silence - Wytwórnia: Record Collection (#48949-2) - Data wydania: 23 listopada 2004 - Format: CD, winyl                   | - Album powstał przy współpracy z Joshem Klinghofferem                                                                                             |
| 2005 | Curtains - Wytwórnia: Record Collection (#48595-2) - Data wydania: 1 lutego 2005 - Format: CD, winyl                                               | |
| 2009 | The Empyrean - Wytwórnia: Record Collection - Data wydania: 20 stycznia 2009 - Format: CD, winyl                                                   | |
| 2014 | Enclosure - Wytwórnia: Record Collection - Data wydania: 8 kwietnia 2014 - Format: CD, winyl                                                       | - To jest dobry album |
| 2016 | Foregrow - Wytwórnia: Acid Test - Data wydania: 16 kwietnia 2016 - Format: CD, winyl                                                               | - EP-ka wydana z materiałem nagranym w 2009 roku                                                                                                   |

#### ZRed Hot Chili Peppers
| Rok  | Tytuł                                                                                    | Uwagi                                                                                    |
| ---- | ---------------------------------------------------------------------------------------- | ---------------------------------------------------------------------------------------- |
| 1989 | Mother’s Milk - Wytwórnia: EMI - Data wydania: 16 sierpnia 1989                          | - Pierwszy album z Red Hot Chili Peppers                                                 |
| 1991 | Blood Sugar Sex Magik - Wytwórnia: Warner Bros. Records - Data wydania: 24 września 1991 | - Frusciante opuścił zespół w trakcie ogólnoświatowej trasy koncertowej promującej album |
| 1999 | Californication - Wytwórnia: Warner Bros. Records - Data wydania: 8 czerwca 1999         | - Pierwszy album po powrocie do zespołu w 1998 roku                                      |
| 2002 | By the Way - Wytwórnia: Warner Bros. Records - Data wydania: 9 lipca 2002                |                                                                                          |
| 2006 | Stadium Arcadium - Wytwórnia: Warner Bros. Records - Data wydania: 28 maja 2006          |                                                                                          |

#### Z zespołemAtaxia
| Rok  | Tytuł                                                                             | Uwagi |
| ---- | --------------------------------------------------------------------------------- | --- |
| 2004 | Automatic Writing - Wytwórnia: Record Collection - Data wydania: 10 sierpnia 2004 | - Pierwsza połowa z dwudniowej sesji mającej miejsce w 2004 roku, w czasie której nagrano ponad 90 minut materiału |
| 2007 | AW II - Wytwórnia: Record Collection - Data wydania: 29 maja 2007                 | - Druga część sesji                                                                                                |

#### Z The Mars Volta
| Rok  | Tytuł                                                                                           | Uwagi                                                                  |
| ---- | ----------------------------------------------------------------------------------------------- | ---------------------------------------------------------------------- |
| 2003 | De-Loused in the Comatorium - Wytwórnia: Universal Music Group - Data wydania: 24 czerwca 2003  | - Pierwszy album z The Mars Volta                                      |
| 2005 | Frances the Mute - Wytwórnia: Universal Music Group - Data wydania: 1 marca 2005                | - Muzyk dodał dwie partie solowe do utworu „L’Via L’Viaquez”           |
| 2006 | Amputechture - Wytwórnia: Universal Music Group - Data wydania: 12 września 2006                | - Muzyk gra na gitarze na wszystkich utworach prócz „Asilos Magdalena” |
| 2007 | Se Dice Bisonte, No Bùfalo - Wytwórnia: Gold Standard Laboratories - Data wydania: 29 maja 2007 |                                                                        |
| 2008 | The Bedlam in Goliath - Wytwórnia: Gold Standard Laboratories - Data wydania: 29 stycznia 2008  |                                                                        |

#### Z Omarem Rodriguez-Lopez
| Rok  | Tytuł                                                                                           | Uwagi |
| ---- | ----------------------------------------------------------------------------------------------- | ----- |
| 2007 | Se Dice Bisonte, No Bùfalo - Wytwórnia: Gold Standard Laboratories - Data wydania: 29 maja 2007 |       |

### Albumy internetowe
| Rok  | Tytuł                                                      |
| ---- | ---------------------------------------------------------- |
| 2001 | From the Sounds Inside - Wytwórnia: – - Data wydania: 2001 |

### Kompilacje
| Rok  | Tytuł                                                                             | Uwagi                                                                       |
| ---- | --------------------------------------------------------------------------------- | --------------------------------------------------------------------------- |
| 2003 | Greatest Hits - Wytwórnia: Warner Bros. Records - Data wydania: 11 listopada 2003 | - Frusciante gra na gitarze we wszystkich utworach z wyjątkiem „My Friends” |

### Albumy koncertowe
| Rok  | Tytuł                                                                             | Uwagi                                                                                |
| ---- | --------------------------------------------------------------------------------- | ------------------------------------------------------------------------------------ |
| 2004 | Live in Hyde Park - Wytwórnia: Warner Bros. Records - Data wydania: 26 lipca 2004 | - Pierwszy i jedyny jak na razie album koncertowy wydany przez Red Hot Chili Peppers |

## EP
| Rok  | Tytuł |
| ---- | --- |
| 1997 | Estrus EP - Label: Birdman Records - Wzbogacony o utwór „Outside Space” - Data wydania: 1997 - Format: winyl                                                                           |
| 2001 | Going Inside - Label: Warner Bros. Records - Wzbogacony o utwory: „Time Is Nothing”, „So Would’ve I”, „Last Hymn” i „Beginning Again” - Data wydania: 5 marca 2001 - Format: CD, winyl |
| 2004 | DC EP - Label: Record Collection (#48877-2) - Wzbogacony o utwory „Dissolve”, „Goals”, „A Corner” i „Repeating” - Data wydania: 14 września 2004 - Format: CD, winyl                   |

## Ścieżki dźwiękowe
| Rok  | Tytuł |
| ---- | --- |
| 2004 | The Brown Bunny - Wytwórnia: Tulip Records - Frusciante skomponował pięć piosenek:: „Forever Away”, „Dying Song”, „Leave All the Days Behind”, „Prostitution Song” oraz „Falling” - Data wydania: 2004 - Format: CD, winyl |

## Single
| Rok  | Tytuł                  | Album                                        |
| ---- | ---------------------- | -------------------------------------------- |
| 1989 | „Knock Me Down”        | Mother’s Milk                                |
| 1989 | „Higher Ground”        | Mother’s Milk                                |
| 1989 | „Taste the Pain”       | Mother’s Milk                                |
| 1990 | „Show Me Your Soul”    | Mother’s Milk                                |
| 1991 | „Give It Away”         | Blood Sugar Sex Magik                        |
| 1991 | „Under the Bridge”     | Blood Sugar Sex Magik                        |
| 1992 | „Suck My Kiss”         | Blood Sugar Sex Magik                        |
| 1992 | „Breaking the Girl”    | Blood Sugar Sex Magik                        |
| 1992 | „Behind the Sun”       | What Hits!?                                  |
| 1993 | „Soul to Squeeze”      | bez albumu – soundtrack do filmu „Coneheads” |
| 1999 | „Scar Tissue”          | Californication                              |
| 1999 | „Around the World”     | Californication                              |
| 2000 | „Otherside”            | Californication                              |
| 2000 | „Californication”      | Californication                              |
| 2000 | „Road Trippin'”        | Californication                              |
| 2002 | „By the Way”           | By the Way                                   |
| 2002 | „The Zephyr Song”      | By the Way                                   |
| 2003 | „Can't Stop”           | By the Way                                   |
| 2003 | „Universally Speaking” | By the Way                                   |
| 2003 | „Fortune Faded”        | Greatest Hits                                |
| 2006 | „Dani California”      | Stadium Arcadium                             |
| 2006 | „Tell Me Baby”         | Stadium Arcadium                             |
| 2006 | „Snow (Hey Oh)”        | Stadium Arcadium                             |
| 2007 | „Desecration Smile”    | Stadium Arcadium                             |
| 2007 | „Hump de Bump”         | Stadium Arcadium                             |

## DVD
| Rok  | Tytuł |
| ---- | --- |
| 1991 | Funky Monks - Dystrybucja: Warner Bros. Records - Reżyseria: Gavin Bowden - Format: VHS i DVD |
| 2001 | Off the Map - Dystrybucja: Warner Bros. Records - Reżyseria: Dick Rude - Format: VHS i DVD |
| 2003 | Live at Slane Castle - Dystrybucja: Warner Bros. Records - Data wydania: 17 listopada 2003 - Reżyseria: Nick Wickham; nagrane w Slane Castle, Meath, Irlandia 23 sierpnia 2003 - Format: DVD i UMD |

## Teledyski

### Solo
| Rok  | Tytuł              | Reżyser         |
| ---- | ------------------ | --------------- |
| 2001 | „Going Inside”     | Vincent Gallo   |
| 2004 | „The Past Recedes” | Mike Piscitelli |

### Red Hot Chili Peppers
| Rok  | Tytuł                  | Reżyser                         |
| ---- | ---------------------- | ------------------------------- |
| 1989 | „Higher Ground”        | Drew Carolan                    |
| 1989 | „Knock Me Down”        | Drew Carolan                    |
| 1990 | „Taste the Pain”       | Tom Stern i Alex Winter         |
| 1991 | „Give It Away”         | Stéphane Sednaoui               |
| 1992 | „Under the Bridge”     | Gus Van Sant                    |
| 1992 | „Suck My Kiss”         | Gavin Bowden                    |
| 1999 | „Scar Tissue”          | Stéphane Sednaoui               |
| 1999 | „Around the World”     | Stéphane Sednaoui               |
| 2000 | „Otherside”            | Jonathan Dayton i Valerie Faris |
| 2000 | „Californication”      | Jonathan Dayton i Valerie Faris |
| 2000 | „Road Trippin'”        | Jonathan Dayton i Valerie Faris |
| 2002 | „By the Way”           | Jonathan Dayton i Valerie Faris |
| 2002 | „The Zephyr Song”      | Jonathan Dayton i Valerie Faris |
| 2003 | „Can't Stop”           | Mark Romanek                    |
| 2003 | „Universally Speaking” | Dick Rude                       |
| 2003 | „Fortune Faded”        | Laurent Briet                   |
| 2006 | „Dani California”      | Tony Kaye                       |
| 2006 | „Tell Me Baby”         | Jonathan Dayton i Valerie Faris |
| 2006 | „Snow (Hey Oh)”        | Nick Wickham                    |
| 2007 | „Desecration Smile”    | Gus Van Sant                    |
| 2007 | „Hump de Bump”         | Chris Rock                      |

## Współpraca z innymi artystami
| Data wydania         | Artysta                            | Tytuł albumu                      |
| -------------------- | ---------------------------------- | --------------------------------- |
| 1988                 | Kristen Vigard                     | Kristen Vigard                    |
| 5 października 1993  | Weird Al Yankovic                  | Alapalooza                        |
| 23 lutego 1999       | Banyan                             | Anytime At All                    |
| 21 września 1999     | The Bicycle Thief                  | You Come and Go Like a Pop Song   |
| 9 listopada 1999     | Perry Farrell                      | Rev                               |
| 9 listopada 1999     | Crazy Town                         | The Gift of Game                  |
| 21 marca 2000        | Fishbone                           | The Psychotic Friends Nuttwerx    |
| 2001                 | Crazy Town                         | Revolving Door                    |
| 2 lipca 2001         | Tricky                             | Blowback                          |
| 17 września 2001     | Macy Gray                          | The ID                            |
| 27 listopada 2001    | Busta Rhymes                       | Genesis                           |
| 2002                 | Crazy Town                         | Drowning                          |
| 2002                 | Various                            | 24 Hour Party People              |
| 5 listopada 2002     | Johnny Cash                        | American IV: The Man Comes Around |
| 2003                 | Dick Brave & The Backbeats         | Dick This!                        |
| 15 kwietnia 2003     | Ziggy Marley                       | Dragonfly                         |
| 25 listopada 2003    | Johnny Cash                        | Unearthed                         |
| 2 września 2003      | David Bowie i Maynard James Keenan | soundtrack do filmu Underworld    |
| 9 czerwca 2006       | Glenn Hughes                       | Music for the Divine              |
| 2007                 | Various                            | Clubsolutely 12                   |
| 29 maja 2007         | Perry Farrell’s Satellite Party    | Ultra Payloaded                   |
| 22 października 2007 | David Gahan                        | Hourglass                         |
| 11 grudnia 2007      | Wu-Tang Clan                       | 8 Diagrams                        |
| 5 lutego 2008        | Taylor Dayne                       | Satisfied                         |
| 24 czerwca 2008      | RZA                                | Digi Snacks                       |